# Чередники (Кременчук)
Чередники́ — місцевість Кременчука (назва від прізвища Чередник, з яких був кременчуцький сотник у 18 ст.). Розташована в східній частині міста.

## Розташування
Місцевість розташована на сході лівобережного Кременчука. На півночі межує з Великою Кохнівкою, на заході — з Нагірною частиною міста. На південному сході розташований Третій занасип, на північному сході — Млинки-Лашки.
Транспорт який обслуговує мікрорайон Чередники:
Тролейбус 15Б+
Автобус 10А
Маршрутне таксі 10, 15Б
У мікрорайоні Чередники знаходиться Укрпошта 20 (вул.Сержанта Мельничука 7)

## Опис
Чередники — спальний район з переважною частиною приватних будинків з порівняно великими земельними ділянками.